# Sucralosa
La sucralosa es un organoclorado utilizado como edulcorante artificial y sustituto del azúcar. Actúa en los receptores  produciendo el sabor dulce y estimulando la secreción hormonal. La mayor parte de la sucralosa ingerida no se asimila en el organismo, por lo que es acalórico. En la Unión Europea está regulado como aditivo bajo el código E955. Su síntesis se consigue por la halogenación de sacarosa (azúcar común), reemplazando selectivamente tres de los grupos hidroxilo en las posiciones C1, C4 y C6 para dar el disacárido 1,6-dicloro-1,6-dideoxifructosa–4-cloro-4-deoxigalactosa. Su poder edulcorante es de 320 a 1000 veces mayor que la sacarosa, tres veces mayor que el del aspartamo y el acesulfamo K, y dos veces el de la sacarina. No se ha demostrado que el consumo de edulcorantes no nutritivos sea efectivo para la pérdida de peso, y algunos estudios reportan que se asocia con aumento de peso y riesgo de enfermedades coronarias en consumos altos o cantidades no recomendadas. La ingesta diaria recomendada (IDR) de sucralosa es de 0–15 mg/kg/día.
La sucralosa está ampliamente considerada como un compuesto estable a temperatura ambiente y seguro para su uso a temperaturas elevadas (por ejemplo, en alimentos horneados), existen evidencias de que puede empezar a descomponerse a partir de los 119 grados Celsius.

## Historia
La sucralosa fue descubierta en 1976 de forma accidental por Shashikant Phadnis, estudiante del King's College de Londres en Reino Unido, quien en un grupo de trabajo junto con investigadores del Queen Elizabeth College que intentaban sintetizar azúcares halogenados en la Universidad de Londres comprendió mal una instrucción y agregó cloro al azúcar.
En 1991, el uso de la sucralosa fue aprobado en Canadá. En 1993, en Australia. En 1996, en Nueva Zelanda. En 1998, la Agencia de Drogas y Alimentos de Estados Unidos aprobó su uso en quince categorías de alimentos.
En la Unión Europea también se conoce con el código de aditivo E955.
Es aproximadamente 600 veces más dulce que la sacarosa (azúcar común), casi el doble que la sacarina y 3,3 veces más que el aspartamo.

## Descripción
La sucralosa se sintetiza por halogenación selectiva de sacarosa, reemplazando los tres grupos hidroxilo de la molécula por 3 átomos de cloro para obtener 4-cloro-4-desoxi-α-D-galactopiranósido de 1,6-dicloro-1,6-didesoxi-β-D-fructofuranosilo o C12H19Cl3O8.
A diferencia del aspartamo, la sucralosa es termoestable y resiste las variaciones del pH; puede usarse en pastelería o en productos de larga vida.
Un estudio de 2013 refirió la formación de compuestos tóxicos al calentar aceites en presencia de grandes cantidades de sucralosa.
La sucralosa es mínimamente absorbida por el cuerpo, y la mayoría es excretada por el organismo sin cambio. La sucralosa pertenece a la clase de químico llamada órganoclorados, algunos de los cuales son altamente tóxicos o carcinogénicos,   sin embargo, la presencia de cloro en un compuesto orgánico de ninguna manera garantiza toxicidad. La vía a través de la cual la sucralosa es metabolizada, puede sugerir un riesgo reducido de toxicidad. Por ejemplo, la sucralosa es extremadamente insoluble en grasas y por lo tanto no se acumula en estas a diferencia de otros órganoclorados, la sucralosa tampoco se degrada ni pierde sus cloros.

## Usos
La sucralosa, debido a su alto poder endulzante, y por lo tanto a la poca cantidad usada, es uno de los edulcorante que apenas aporta calorías fabricándose a partir del azúcar y se utiliza para endulzar bebidas de bajas calorías y alimentos procesados. Su sabor es similar al de la sacarosa y no suele dejar regusto desagradable, a diferencia de otros endulzantes como la sacarina o el aspartame.
La mayor parte de la sucralosa ingerida no se absorbe en el tracto gastrointestinal, sino que se excreta directamente en las heces, pero entre el 11 y el 27 % se absorbe.
La mayor parte de la sucralosa absorbida en el tracto gastrointestinal es filtrada del torrente sanguíneo por el riñón y eliminada en la orina, mientras que un 20 a 30 % se metaboliza.
Formulaciones recientes de compañías como Sucralín utilizan maltodextrina resistente, que se puede categorizar como fibra. Incluso dextrinas específicas con un aporte calórico casi inexistente.[cita requerida]

## Salud
La seguridad de la sucralosa ha sido homologada por las autoridades reguladoras, incluyendo la FDA (Administración de Drogas y Medicamentos) de los EE. UU., la EFSA (Autoridad Europea de Seguridad Alimentaria), Health Canada, Estándares Alimentarios de Australia y Nueva Zelanda, el Consejo Japonés de Sanidad Alimentaria y el Comité Conjunto de Expertos en Aditivos Alimentarios (JECFA) de la Organización de Alimentos y Agricultura, de la Organización Mundial de la Salud.[cita requerida]
La sucralosa fue aprobada por la FDA como edulcorante de mesa en 1998, lo cual fue seguido por su aprobación como edulcorante de uso general en 1999. Antes de aprobar la sucralosa, la FDA examinó más de 100 estudios de seguridad que se habían realizado, incluyendo estudios para evaluar el riesgo de cáncer. Los resultados de estos estudios no mostraron evidencia de que estos edulcorantes causaran cáncer ni presentaran otras amenazas para la salud humana -Instituto Nacional del Cáncer de los EE. UU.
Algunos de los efectos de la sucralosa en el ser humano son:
- Aumento de la expresión de la P-glicoproteína y del citocromo P450.
- Reducción relativa de la flora intestinal comensal.

No se han demostrado efectos crónicos en el estado nutricional ni daño genético o carcinogenicidad en humanos.
Sin embargo, uno de los productos de la digestión de la sucralosa, el compuesto sucralosa-6-acetato, tiene efectos genotóxicos. En concreto, la cantidad derivada de una sola bebida edulcorada con sucralosa excede el límite de preocupación por su toxicidad genotóxica que, para la sucralosa-6-acetato, se encuentra en 0.15 µg/persona/día.
En mayo de 2023, la OMS publicó una nueva recomendación que desaconsejó el uso de edulcorantes no calóricos, por considerar que no son eficaces para bajar de peso y porque aumentan el riesgo de diabetes tipo 2, enfermedades cardiovasculares y muerte prematura en adultos. En ese grupo de edulcorantes comunes figuraban el acesulfamo K, aspartamo, advantamo, ciclamatos, neotamo, sacarina, sucralosa, stevia y derivados de stevia como los que se deben evitar.

## Presentaciones
Se comercializa con diversas marcas: Splenda, Roxxel, Sucaryl, Huxol, SucraPlus, Equal, Candys, Cukren, Dulzero, Hileret Zucra (en Argentina), Ledesma 0 % (en Argentina), Sucralín (en España). Makea (en Venezuela).

## Potencialmente cancerígeno

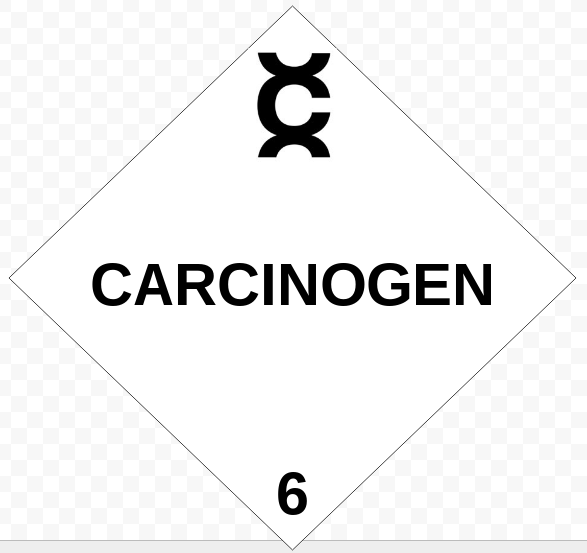
Producto cancerígeno

Un nuevo estudio de junio de 2023 señaló que un producto de la metabolización de la sucralosa puede causar daños en el ADN, incrementar el riesgo de cáncer y generar fugas en el revestimiento intestinal. 
El estudio, publicado en Journal of Toxicology and Environmental Health, encontró que un metabolito de la sucralosa, llamado sucralosa-6-acetato, es genotóxico. 
Eso significa que rompe el ADN y que puede aumentar el riesgo de que se formen células cancerosas, explicó la científica Susan Schiffman, autora principal del estudio y profesora adjunta en el departamento de Ingeniería Biomédica de la Universidad Estatal de Carolina del Norte.